# Deng Lun
Deng Lun (Chino: 邓伦), es un popular actor y cantante chino, también conocido por Dalian Lun. 

## Biografía
Se entrenó en el "Shanghai Theatre Academy".
En 2016 salió brevemente con la actriz Gina Jin.

## Carrera
Es miembro de "Deng Lun Studio".
El 27 de junio del 2013 apareció por primera vez como invitado en el programa Happy Camp junto a Ray Zhang, Li Sheng, Zhao Liying, Kenny Kwan, Shirley Dai, Allen Ting y Yang Zi. El 15 de abril del 2017 apareció por segunda vez en el programa junto a Wu Yingjie, Wei Daxun, Zhou Yutong, Song Weilong, Wu You, Dai Chao y Sun Yi. Más tarde el 10 de junio del mismo año volvió a aparecer en el programa junto a Wei Chen, Yu Xiaotong, Wang Yuan, Yang Di y Henry Lau y nuevamente el 22 de julio con Han Geng, Darren Wang, Wei Daxun, Zhu Yawen, Wu Yi, Shen Teng, Ma Su, Bao Bei'er, Sun Jian, Zhu Zixiao, Shen Ling, Zhang Tian'ai, 时尚七太, Fan Yuancheng, Jin Xiao. El 24 de marzo del 2018 volvió a aparecer en el programa con Yang Di, Bai Jingting, Yang Rong, Ma Sichun y Han Xue, posteriormente el 1 de octubre del mismo año apareció otra vez ahora junto a Jing Boran.
En 2017 se unió al elenco de la serie Because of You donde interpretó a Li Yunkai.
Ese mismo año se unió al elenco de la serie Graduation Season donde dio vida a An Jingchen.
También se unió al elenco principal de la segunda temporada de la serie Ode to Joy 2 donde interpretó a Xie Bin, un músico en ascenso y el novio de Guan Ju'er (Qiao Xin).
Se unió al elenco recurrente de la serie Princess Agents donde dio vida a Xiao Ce, el inteligente príncipe heredero y posteriormente Emperador de Liang, el mejor amigo de Chu Qiao (Zhao Liying). 
El 25 de junio del 2018 se unió al elenco principal de la serie Sweet Dreams donde interpretó a Bo Hai, al joven atractivo, inteligente pero frío presidente de la compañía "Flowerplus Florist" y un experto Floriculturista que termina enamorándose de Ling Ling Qi (Dilraba Dilmurat), hasta el final de la serie el 23 de julio del mismo año.
El 2 de agosto del mismo año se unió al elenco principal de la serie de fantasía Ashes of Love (también conocida como "Heavy Sweetness, Ash-like Frost") donde dio al príncipe Xu Feng, el segundo príncipe del Heavenly Realm y la deidad de fuego, quien luego de ser revivido se convierte en el Lord Demon, hasta el final de la serie el 3 de septiembre del mismo año.
En abril del 2019 se unió al elenco principal de la serie Investiture of the Gods (también conocida como "The Gods") donde interpretó a Zi Xu, el Rey de lo Demonios Zorros, hasta el final de la serie el 5 de junio del mismo año.
El 19 de mayo del mismo año se unió al elenco principal de la serie My True Friend donde dio vida al agente de bienes raíces Shao Pengcheng, hasta el final de la serie el 13 de junio del mismo año.
El 31 de julio del mismo año se unió al elenco principal de la serie Mr. Fighting  (también conocida como "Keep Going, You’re the Best") donde interpretó al actor Hao Zeyu, hasta el final de la serie el 25 de agosto del mismo año.
El 24 de octubre del mismo año se unió al elenco principal de la serie Begonia Rogue (también conocida como "Hai Tang's Rouge Shines Through in the Rain") donde dio vida a Lang Yuexuan, el segundo hijo de la familia Lang, que se la pasa peleando con Gu Haitang (Li Yitong) una joven doncella que trabaja en el negocio de su familia y de quien poco a poco comienza a enamorarse, hasta el final de la serie el 7 de diciembre del mismo año.
El 19 de marzo del 2020 realizó una aparición especial durante el primer episodio de la serie Skate Into Love (冰糖炖雪梨) donde dio vida a Xu Feng, un excelente jugador de hockey sobre hielo.
Ese mismo año se une al elenco de la película Yingyan masters: Qing Ya Ji una adaptación de la película basada en el videojuego japonés "Onmyoji" donde interpreta a Bo Ya.

## Filmografía

### Series de televisión
| Año  | Título                                    | Personaje      | Notas        |
| ---- | ----------------------------------------- | -------------- | ------------ |
| 2024 | Liang Jing Shi Wu Ri                      | -              | 0 episodios  |
| 2022 | Night Wanderer                            | Sheng Qingrang | 36 episodios |
| 2021 | Graduation                                | An Jingchen    | 40 episodios |
| 2021 | Faith Makes Great                         | Wu Zutai       | 40 episodios |
| 2021 | Brotherhood in the War                    | Ma Chu Xi      | 43 episodios |
| 2020 | With You                                  | Song Xiaoqiang | 20 episodios |
| 2020 | Skate Into Love                           | Xu Feng        | 40 episodios |
| 2019 | Begonia Rogue                             | Lang Yuexuan   | 52 episodios |
| 2019 | Mr. Fighting                              | Hao Zeyu       | 44 episodios |
| 2019 | My True Friend                            | Shao Pengcheng | 48 episodios |
| 2019 | Investiture of the Gods                   | Rey Zi Xu      | 55 episodios |
| 2018 | Ashes of Love                             | Xu Feng        | 63 episodios |
| 2018 | Sweet Dreams                              | Bo Hai         | 49 episodios |
| 2017 | Princess Agents                           | Xiao Ce        | 58 episodios |
| 2017 | Ode to Joy 2                              | Xie Bin        | 55 episodios |
| 2017 | White Deer Plain                          | Lu Yaohai      | 77 episodios |
| 2017 | Because of You                            | Li Yunkai      | 56 episodios |
| 2017 | Magic Star                                | Lord Xiaoran   | 51 episodios |
| 2016 | Fifteen Years to Wait for Migratory Birds | Liu Qianren    | 24 episodios |
| 2015 | Love Actually                             | Sun Xiaofei    | 30 episodios |
| 2015 | Dad to be Married                         | Su Da          | 38 episodios |
| 2014 | Moment in Peking                          | Yao Difei      | 43 episodios |
| 2013 | Flowers in Fog                            | Xu Hao         | 54 episodios |

### Películas
| Año  | Título                          | Personaje           | Notas                                                                                    |
| ---- | ------------------------------- | ------------------- | ---------------------------------------------------------------------------------------- |
| 2020 | Qing Ya Ji (Onmyoji adaptación) | Bo Ya               | junto a Mark Chao, Wang Ziwen, Wang Duo, Chun Xia, Huang Jue, Xu Kaicheng y Zhang Ruonan |
| 2019 | Big Shots                       | Esclavo de Mascotas | (corto de GQ China)                                                                      |

### Programa de variedades
| Año               | Programa                                                 | Notas                                                    |
| ----------------- | -------------------------------------------------------- | -------------------------------------------------------- |
| 2021 - presente   | Go Fighting! S7                                          | miembro                                                  |
| 2019 - presente   | Great Escape (密室大逃脱)                                | miembro                                                  |
| 2020              | Dunk of China S3                                         | 10 episodios - miembro                                   |
| 2020              | Go Fighting! S6                                          | miembro                                                  |
| 2013, 2017 - 2020 | Happy Camp                                               | 9 episodios - invitado                                   |
| 2019              | Palace Museum 2                                          | miembro - (documental-variedad)                          |
| 2019              | Forbidden City (Gu Gong)                                 |                                                          |
| 2019              | Game On (I Want to Play Basketball)                      | miembro y capitán                                        |
| 2018              | Shang Xin Le Gu Gong                                     |                                                          |
| 2018              | There's Something New in the Palace Museum               | miembro - (también conocida como "Shang Xin Le Gu Gong") |
| 2018              | Shake It Up (Let's Shake It)                             | miembro                                                  |
| 2018              | Who's The Murderer: Season 4                             |                                                          |
| 2018              | Hurry Up, Brother                                        | invitado                                                 |
| 2018              | Who's the Keyman?                                        | 12 episodios - miembro                                   |
| 2018              | Dad, Where Are We Going? Season 5 Lunar New Year Special | miembro                                                  |
| 2017              | Where Are We Going, Dad? Season 5                        | miembro                                                  |

### Anuncios/Endorsos
| Año       | Marca (Producto)          | Notas             |
| --------- | ------------------------- | ----------------- |
| 2021-     | Roger Vivier'             |                   |
| 2020      | Acqua Panna               | (botella de agua) |
| 2020      | Jack & Jones              |                   |
| 2020      | L’Oréal Paris             |                   |
| 2019      | Volvo XC40 for GQ x Vogue |                   |
| ¿? - 2021 | Adidas China              |                   |

### Revistas / sesiones fotográficas
| Año  | Título                                 | Notas                     |
| ---- | -------------------------------------- | ------------------------- |
| 2021 | GQ China                               |                           |
| 2020 | Esquire China                          | (publicación de enero)    |
| 2019 | Palace Museum Hoodies                  |                           |
| 2019 | ELLE Men Fresh - Fall 2019 Print Issue |                           |
| 2019 | GQ China                               | (tema: "All Eyes On You") |
| 2019 | L’Officiel Hommes China                | (publicación de agosto)   |
| 2019 | Madame Figaro China                    | (publicación de julio)    |
| 2019 | Trendshealth China                     | (publicación de julio)    |

## Eventos
| Año  | Título                                      | Notas       |
| ---- | ------------------------------------------- | ----------- |
| 2019 | 2019 Fashion Gala - Madame Figaro           |             |
| 2019 | Men of the Year 2019 10th Anniversary Event | en Shanghái |
| 2019 | Adidas Brand Event                          | en Shenyang |
| 2019 | Vogue x GQ Vogue Salon Event                |             |

## Embajador
| Año           | Título               | Notas    |
| ------------- | -------------------- | -------- |
| 2019-presente | Helen Keller Eyewear | Portavoz |
| 2019-presente | Meco Fruit Tea       | Portavoz |
| 2019-presente | Lock&Lock            | Portavoz |
| 2019-presente | Acqua di Parma       |          |
| 2018-presente | Makeup Forever       |          |
| 2018-presente | Baidu App            |          |
| 2018-presente | Jack & Jones         |          |
| 2018-presente | L'OREAL              |          |
| 2019-presente | Tenlusu              |          |
| 2019-presente | Bally                |          |
| 2019-presente | Adidas               |          |
| 2019-presente | Biotherm             |          |
| 2019-presente | Joyoung              |          |
| 2019-presente | Jinzai               |          |
| 2019-presente | Xiao Shu             |          |
| 2019-presente | Only Photo           |          |
| 2019-presente | Leaders              |          |
| 2019-presente | Centrum              |          |
| 2019-presente | Mizone               |          |
| 2019-presente | Rio                  |          |

## Discografía

### Singles
| Año  | Canción                                                    | Álbum                                                   | Notas             |
| ---- | ---------------------------------------------------------- | ------------------------------------------------------- | ----------------- |
| 2019 | "Waiting for Love"                                         | OST de "Begonia Rogue"                                  | junto a Alan      |
| 2019 | "Suddenly I Wanna Love You" (突然想爱你)                   | OST de "Mr. Fighting"                                   | junto a Ma Sichun |
| 2018 | "There's something new in the Palace Museum" (上新了·故宫) | Canción de "There's something new in the Palace Museum" |                   |
| 2018 | "Unparalleled in the World" (天地无霜)                     | OST de "Ashes of Love"                                  | junto a Yang Zi   |
| 2018 | "Flowers Stay Silent" (花不语)                             | OST de "Sweet Dreams"                                   | canción de cierre |
| 2017 | "The Sky is Dark" (天已黑)                                 | OST de "Ode to Joy 2"                                   |                   |
| 2017 | "Love What I Love" (爱我所爱)                              | OST de "Ode to Joy 2"                                   |                   |

## Apoyo a beneficencia
En el 2019 junto a Jing Boran participó en el décimo aniversario de GQ China modelando las camisas diseñadas por ellos mismos para caridad.

## Premios y nominaciones
| Año  | Categoría                           | Premio                                                       | Trabajo          | Resultado |
| ---- | ----------------------------------- | ------------------------------------------------------------ | ---------------- | --------- |
| 2020 | Upward Forces of the Year           | GQ China 2020 Men of the Year Award                          | -                | Ganó      |
| 2019 | 2019 Baidu Boiling Star of the Year | Baidu Awards                                                 | -                | Ganó      |
| 2019 | Best Actor                          | Golden Bud - The Fourth Network Film And Television Festival | Begonia Rogue    | Nominado  |
| 2019 | Best Actor                          | Golden Bud - The Fourth Network Film And Television Festival | Mr. Fighting     | Nominado  |
| 2019 | Best Actor                          | Golden Bud - The Fourth Network Film And Television Festival | My True Friend   | Nominado  |
| 2019 | Best Actor in a Leading Role        | 24th Asian Television Award                                  | My True Friend   | Nominado  |
| 2019 | Best Actor (Emerald Category)       | 6th The Actors of China Award Ceremony                       | My True Friend   | Nominado  |
| 2019 | Goodwill Ambassador                 | GQ 2019 Men of the Year                                      | -                | Ganó      |
| 2019 | Weibo Popular Artist                | Weibo Award Ceremony                                         | -                | Ganó      |
| 2018 | Male Star Award                     | Sohu Fashion Award                                           | -                | Ganó      |
| 2018 | Popular TV Actor                    | 3rd Tencent Video Star Award                                 | Ashes of Love    | Ganó      |
| 2018 | Popular TV Drama Actor of the Year  | 15th Esquire Man At His Best Award                           | Ashes of Love    | Ganó      |
| 2018 | Popularity Award (Actor)            | 7th iQiyi All-Star Carnival                                  | Ashes of Love    | Ganó      |
| 2018 | Best Actor (Ancient Drama)          | 24th Huading Award                                           | Ashes of Love    | Nominado  |
| 2018 | Most Marketable Young Actor         | 3rd China Television Drama Quality Ceremony                  | Because of You   | Ganó      |
| 2017 | Rising Actor                        | 9th China TV Drama Award                                     | -                | Ganó      |
| 2017 | Popular Artist of the Year          | 6th iQiyi All-Star Carnival                                  | -                | Ganó      |
| 2017 | Most Promising Actor                | 14th Esquire Man At His Best Award                           | -                | Ganó      |
| 2017 | Breakthrough Actor                  | Weibo TV Online Video Award                                  | White Deer Plain | Ganó      |
| 2016 | Influential Young Actor of the Year | Tencent Video Star Award                                     | -                | Ganó      |